# Giovanni Fattori

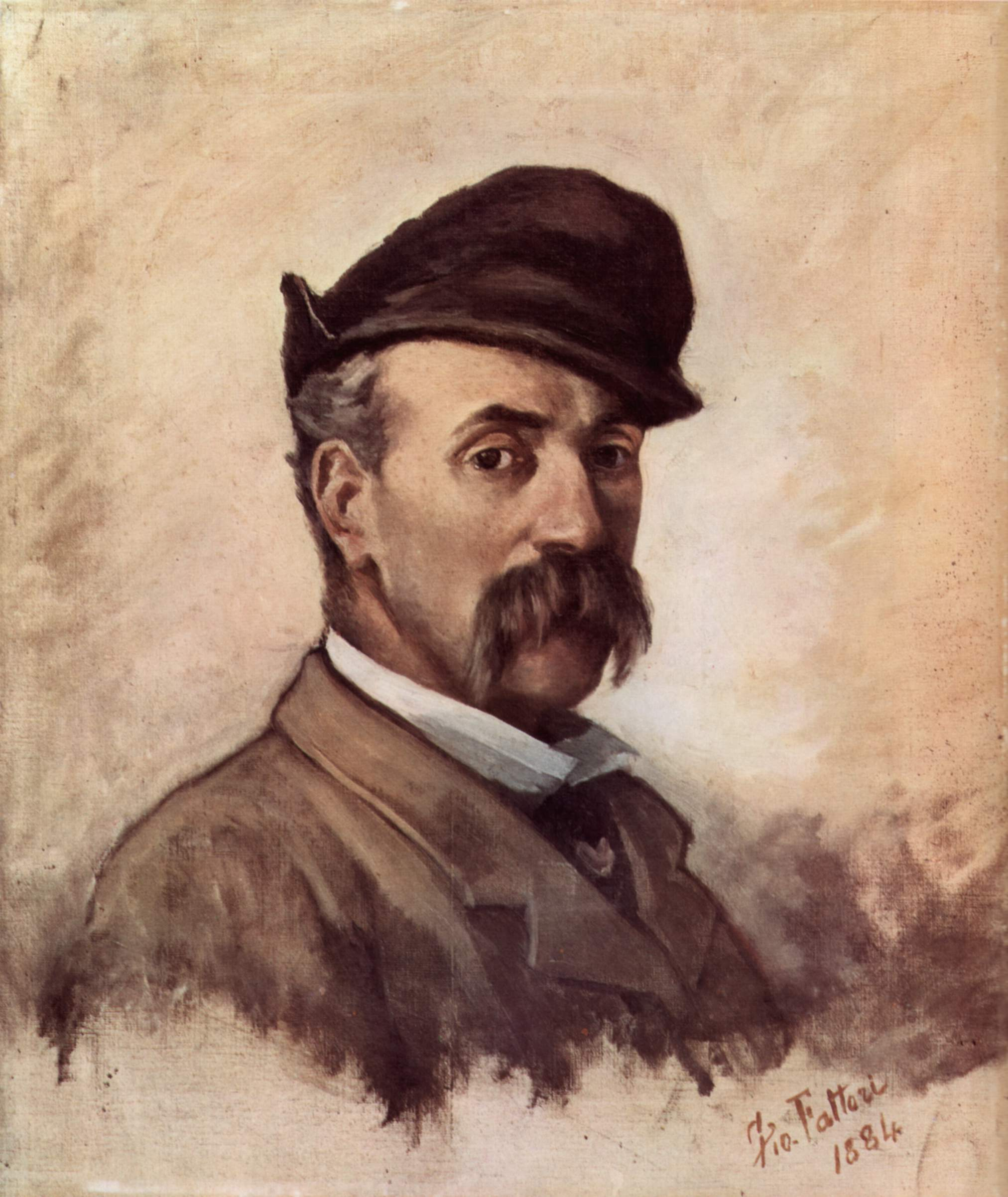
Giovanni Fattori, självporträtt.

Giovanni Fattori, född den 6 september 1825 i Livorno, död den 30 augusti 1908 i Florens, var en  italiensk målare. 
Fattori, som blev professor i Florens 1877, gjorde sig ett namn som batalj- och hästmålare. Ett par stora bilder från italienska krigen 1859 och 1866 finns i Galleria Nazionale d'Arte Moderna i Rom och i Breragalleriet i Milano.